# Джер
Джер, Хор Джер (егип. транслит. Hr Dr, букв. «Хор Хват» «Защитник» или «Сильный»., нач. 3-го тыс. до н. э.) — третий фараон I династии Раннего царства Древнего Египта. Согласно последним исследованиям[каким?], мог править около 47-и лет в 2999—2952 годах до н. э.
Долгое царствование Джера богато нововведениями. Двойное изображение Джера на глиняной печати, сидящим на престоле, то в верхнеегипетской, то в нижнеегипетской коронах, свидетельствует, что он осуществлял свою власть над всем Египтом.

## Имя
Для обозначения этого фараона в современной египтологии используется имя «Джер», которое фактически является составной частью лишь одного из его имён, так называемого, хорова имени. По мнению советского историка Ю. Я. Перепёлкина, египетское слово «джер» (егип. транслит. Dr) может быть переведено в русском языке как «хват», хотя исследователь и признаёт, что «хват» вряд ли точно позволяет передать египетское значение.
Первоначально, в своей послевоенной работе о Раннем царстве, Ю. Я. Перепёлкин условно переводил имя Джера как «Вязальщик», комментируя это следующим образом: «Смысл и точное произношение имени Хора, наследовавшего Хору Бойцу, доподлинно неизвестны. Передача „Хор Вязальщик“ принята мною чисто условно удобства ради. Единственной, притом более, чем шаткой, поддержкой ей может служить: редкое написание, которым сноп, обозначающий собственно имя, влагается в лапы соколу Хору — совсем как у предшественника, Хора Бойца, соколу вручается щит с булавою». Позднее, работая уже над своей «Историей Древнего Египта» вышедшей в 2000 году, Ю. Я. Перепёлкин стал передавать имя Джера как «Хор Сдерживатель», но затем склонился к последнему варианту передачи — «Хор Хват».
По мнению немецкого египтолога Вольфганга Хелька имя третьего царя I династии, представлено как «Защитник», тем не менее иероглиф «Пучки соломы» вряд ли соответствуют правильному описанию. Это скорее всего своего рода: «Фартук, передник, набедренная повязка». Наверное, это знак основан на «шрифтах Буто», которым цари писали свои имена.

## Хронология
В современной египтологии многие вопросы хронологии Древнего Египта являются дискуссионным, например большинство дат правления фараонов относительны, при этом, обычно, чем древнее правление, тем меньшая точность у указанной даты. Для представителей Раннего царства это особенно актуально — династии этого периода некоторое время вообще считались мифическими. Со временем нашлись доказательства существования ранних фараонов, а в наши дни стал снижаться уровень неточностей и ошибок в определении времени их правления.
Некоторые датировки правления Джера согласно различным исследователям (даты даны до н. э.):
- 3100—3055 (45 лет) — по Н. Грималю (фр. Nicolas Grimal);
- 2980/2960 (?) — по Р. Крауссу;
- 2999/2949—2952/2902 (47 лет) — по Ю. фон Бекерату, «Хронология фараонов Египта»[3];
- 2939—2892 (47 лет) — по Я. Малеку;
- 2870—2823+25 (47 лет) — обобщённая хронология под редакцией Э. Хорнунга, Р. Краусса и Д. Уорбертона, «Хронология Древнего Египта» (наиболее современная работа по египетской хронологии)[4].

## Сохранившиеся памятники правления Джера
Абидосский список называет вторым фараоном следующим за Мени — Тети (I); согласно Туринскому царскому списку этого фараона звали Итети; по Манефону же это был Атотис.
Жрец Манефон, написавший в III веке до н. э. историю Египта, сохранившуюся до наших дней лишь в выдержках позднейших античных авторов, отводит правлению Атотиса 57 лет. Однако исследование хроники Древнего царства, так называемого Палермского камня, также разбитого на куски, большая часть из которых утеряна, наводит на мысль, что правление Джера продолжалось 41 год и несколько месяцев. Имя царя Джера в этой хронике не сохранилось и эти года ему приписываются на основании общих выводов.
Годы с 1-го по 10-й описаны во втором ряду основной части этой хроники, хранящейся в музее города Палермо (отсюда название), в то время как ещё 9 лет касающиеся середины его правления сохранились на обломке, хранящемся в Каирском музее (Каирский фрагмент). Хроника рассказывает о праздниках в честь различных богов Египта, посвятительных дарах древнеегипетским богам, приводит высоту поднятия Нила во время половодья и тому подобные факты, особо не обогащающие знаниями по истории того периода.
На Каирском фрагменте Палермского камня наряду с «хоровым именем» Джер находится ещё одно имя, которое представляло, возможно, раннюю форму более позднего «золотого имени»: Ни-небу (то есть «Золотой»). Однако это имя Джера принимается весьма условно, так как необходимо учесть, что «золотое имя» официально вошло в титулатуру египетского фараона только при Джосере (III династия).
Тот же Каирский фрагмент называет также возможное «личное имя» властителя, которое читается как Итети и заключено в картуш. Тут мы также сталкиваемся с анахронизмом, так как написание имени фараона заключённого в картуш вводилось только начиная с фараона Небка (конец III династии).
- год 1 — Служение Хору; Рождение Анубиса
- год 2 — Обход двух земель; Праздник Дешер
- год 3 — Служение Хору; Рождение Тота
- год 4 — Планирование (здания) «Друг Богов»; Праздник Сокар
- год 5 — Служение Хору; Избиение (страны) Сетет
- год 6 — Воссияние царя Верхнего Египта; Рождение Ха
- год 7 — Служение Хору; Рождение Нейт
- год 8 — (здание) «Друг Богов»; Праздник Дешер
- год 9 — Служение Хору; Рождение Анубиса

Из документов, относящихся ко времени правления царя Джера, наиболее важными являются два ярлыка: один, изготовленный из слоновой кости и происходящий из Абидоса, и другой, изготовленный из дерева, и происходящий из Саккары. Такие ярлыки, очевидно, прикреплялись к каким-то предметам и датировались каким-либо годом царского правления, примечательным теми или иными событиями, считавшимися важнейшими для данного периода.
К сожалению, современное знание архаических иероглифов столь ограничено, что достоверный перевод этих бесценных текстов в настоящее время не по силам. Возможно только разобраться в отдельных словах и группах слов, а это даёт лишь весьма сомнительные интерпретации. Из двух упомянутых ярлыков тот, что из Абидоса, кажется, фиксирует посещение царём Буто и Саиса — священных городов Нижнего Египта. Ярлык из Саккары, очевидно, напоминает о каком-то важном событии, скорее всего — о религиозном празднестве, во время которого совершались человеческие жертвоприношения.
Матерью Джера возможно следует считать даму по имени Кенет-хапи (Chenet-Hapi). Однако, это её имя до сих пор засвидетельствовано только на знаменитом Каирском камне и не подтверждено другими источниками. Супругой Хор-Джера, возможно являлась дама под именем Хер-Нейт. Это имя систематически встречается на памятниках Хор-Джера.

## Военные походы
Вероятно, Джер был удачливым завоевателем. Он продолжал войны в Нубии, начатые его предшественниками, и его войска проникали на юг уже дальше, до второго нильского порога. Поблизости от Вади-Хальфы в Гебель Шейх Сулейман, на западном берегу Нила, сохранилась скальная надпись (сегодня в национальном музее Хартума), которая демонстрирует «хорово» имя (серех) царя Джера, а перед именем стоит человеческая фигура в позе пленного, и хотя руки у этой фигуры по идее должны были быть связаны сзади, она продолжает сжимать в них лук, — а именно этот знак и символизирует Нубию. Другой пленник изображен привязанным за шею к египетской ладье, на которой, скорее всего, прибыло войско фараона. Ниже ладьи валяются тела убитых вражеских воинов. Изображает ли этот примитивный памятник всего лишь карательную экспедицию царя Джера или же обобщенный процесс завоевания этих территорий, сказать невозможно. Во всяком случае, предметы, изготовленные руками египетских ремесленников и относящиеся именно к этому периоду, действительно были найдены в Нижней Нубии.
Весьма возможно, что царь Джер вёл военные действия на своей западной границе, поскольку алебастровая палетка с грубо начертанной надписью из его гробницы в Саккаре демонстрирует царя в привычной позе фараона-победителя, убивающего ливийского пленника. Не осталась без внимания и восточная граница. Один из годов царствования Джера помечен в Каирском фрагменте Палермского камня как «год поражения северо-востока (счт, сетечиу)». Под этим термином в позднейших источниках называлась вся прилегающая к Египту Азия и сейчас трудно восстановить, куда именно была снаряжена экспедиция во время правления Джера.
Однако, источники из местности Эн Бесор — местечке на юге Израиля, свидетельствуют о том, что между Древним Египтом времени I царского дома и южной Палестиной действительно существовали некоторые торгово-культурные связи. Да и в гробнице самого фараона Джера были найдены фрагменты керамики сиро-палестинского происхождения, что ещё раз доказывает возможность таких далёких торговых связей в то время.
Возможно, именно туда и была направлена экспедиция фараона Хора Джера. Некоторые же египтологи сомневаются, что на ранних стадиях Египет мог организовать столь дальние экспедиции, и склоняются к тому, что в то время под страной Счт подразумевался Синайский полуостров. Драгоценности из бирюзы, традиционно добываемой на Синае, были найдены как в гробнице Джера, так и в гробнице его дочери Мернейт. Медные орудия и сосуды, в огромном количестве обнаруженные в гробнице одного из современников Джера, также свидетельствуют о походе этого царя на богатый медью Синайский полуостров.

## Расцвет Египта

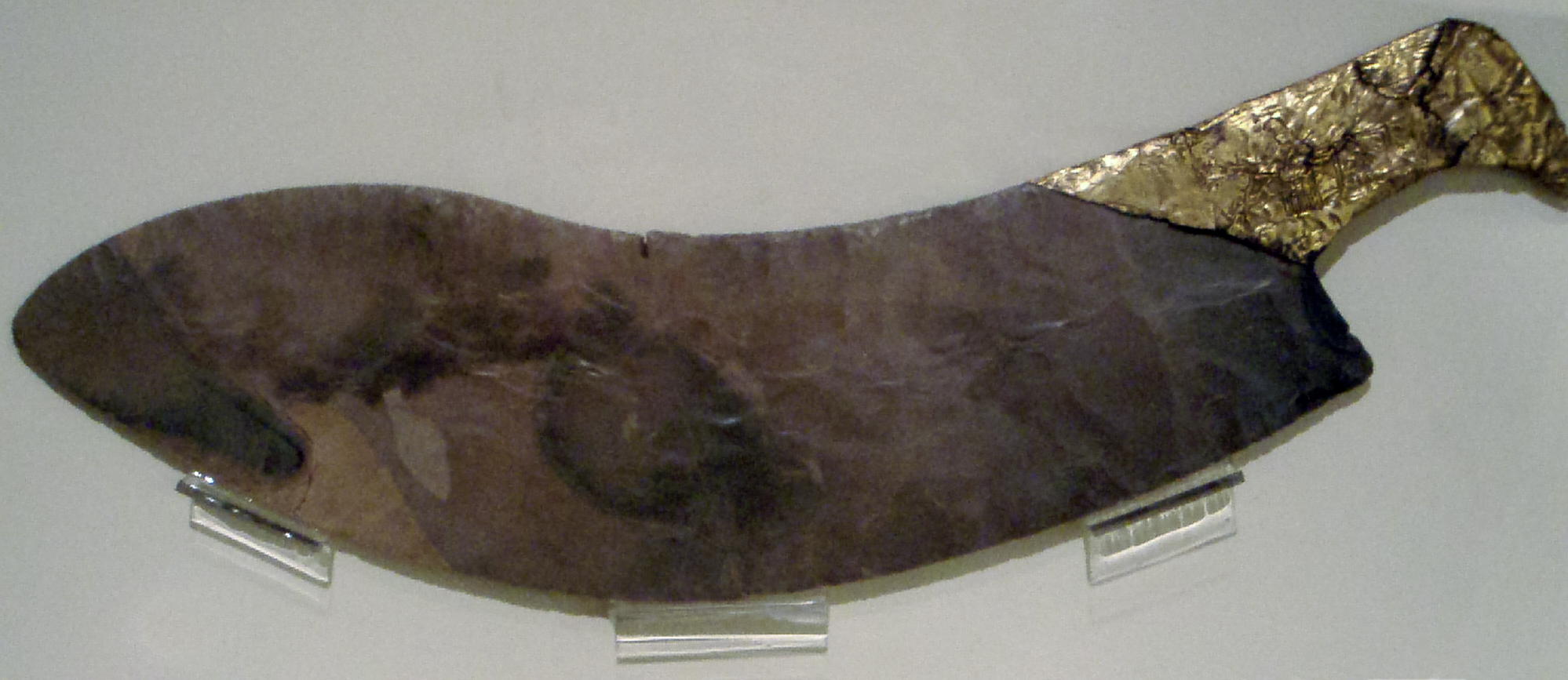
Кремнёвый нож, с «хоровым» именем фараона Джера на его золотой ручке. Королевский музей Онтарио. Торонто. Канада

Укрепление Египта как объединённого государства продолжалось на всём протяжении правления Джера, и нет никаких записей о внутренних раздорах. Напротив, по-видимому, был сделан значительный шаг к укреплению Египта в хозяйственном отношении и к росту его процветания.
В правление фараона Джера искусство Древнего Египта получает дальнейшее развитие. Некоторые египтологи даже говорят о крупнейшем переломе в развитии искусства во время правления Джера. На это указывает увеличение производства предметов искусства и ремёсел, выдающиеся образцы которых можно найти среди ювелирных изделий из южной царской усыпальницы в Абидосе, в большой коллекции медных сосудов, инструментов и оружия из северной гробницы того же царя в Саккаре; к бесспорным шедеврам следует отнести и великолепный нож, хотя и кремнёвый, но с золотой рукояткой. Медные орудия и сосуды, обнаруженные в гробнице царя, являются наглядным примером развития кузнечного ремесла при нём.
Кроме того, правлением фараона Джера датируется первая известная на сегодняшний день трёхмерная царская статуя: безголовая статуя из храма богини Сатис в Элефантине. Изображает она фигуру, восседающую на троне. Скорее всего, эта статуэтка изображает Хора-Джера.

## Гробница в Абидосе

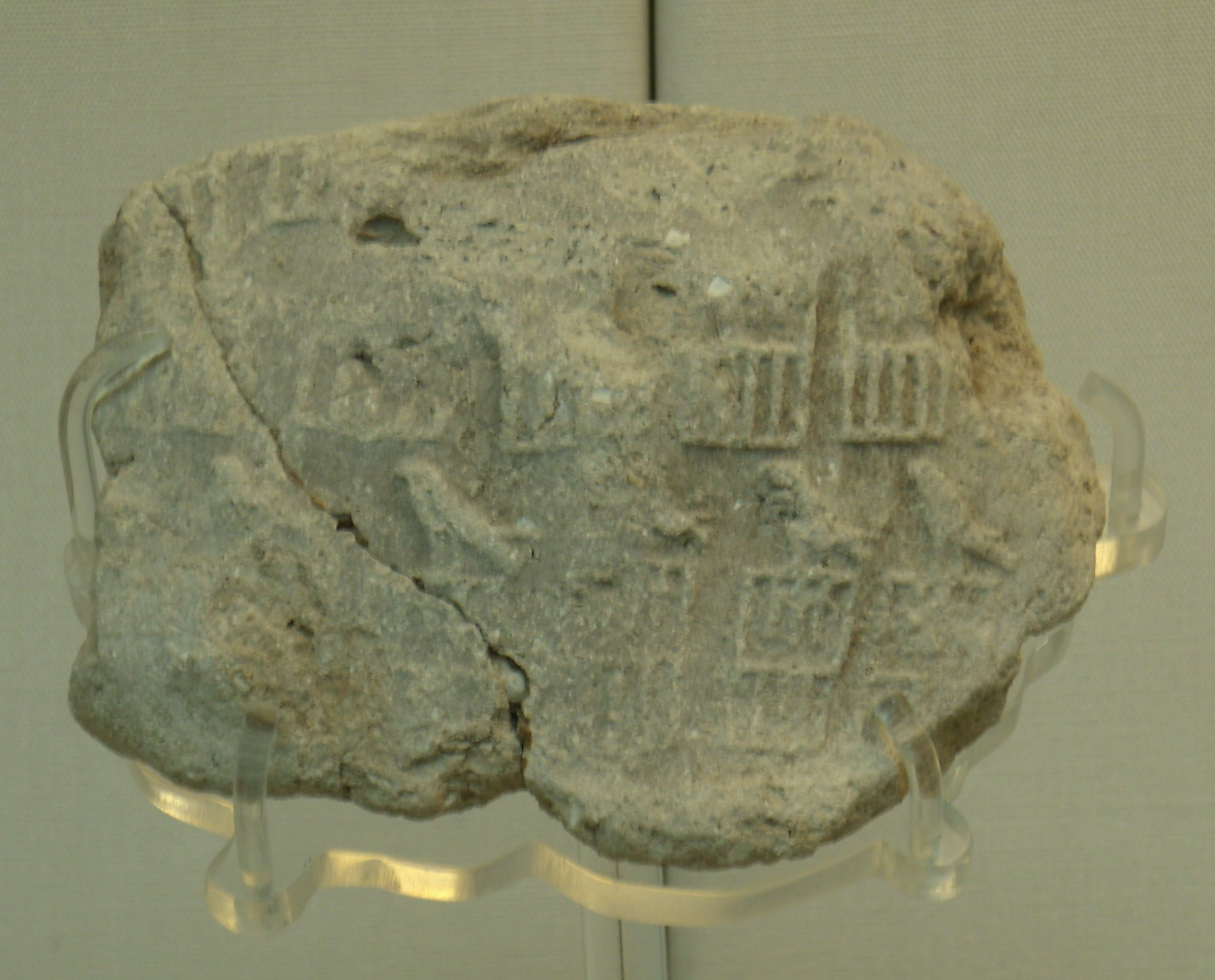
Оттиск печати фараона Джера из Абидоса. Британский музей

Как и его предшественник Хор-Аха Джер велел соорудить себе две гробницы — одну на юге, другую на севере, которые должны были олицетворять всю полноту власти фараона как над Верхним, так и над Нижним Египтом.
Южная усыпальница царя Джера в Абидосе (некрополь Умм эль-Кааб) намного больше, чем гробница Хор-Аха, находящаяся поблизости. Она состоит из большой прямоугольной ямы, выложенной кирпичом, с трех сторон которой находятся хранилища неправильной формы. Сама же усыпальница, или склеп, по-видимому, была построена из дерева, а вся гробница первоначально была покрыта сверху деревянными балками и досками. Элементы роскошного буазери сохранились до сих пор. От надземной постройки не сохранилось ничего. Размеры памятника с учётом реставрируемой надземной постройки составляют 21,5 × 20 м. Рядом с погребением Джера обнаружено 338 дополнительных захоронений (в них покоились останки слуг, принесенных в жертву по завершении погребения самого царя, большинство из принесённых в жертву составляли женщины, египтологи полагают, что здесь с царём был погребён его гарем), а невдалеке от него — ещё 269 могил его придворных и вельмож.
В некоторых погребениях присутствуют небольшие отрывочные надписи на грубых каменных стелах. Однако они трудно поддаются дешифровке. Преимущественно, это имена свиты фараона.
Фрагменты большой царской стелы тоже обнаружены в усыпальнице, но самой удивительной находкой явились ювелирные украшения: четыре драгоценных браслета из золота, бирюзы, аметиста и лазурита на костях человеческой руки, которая, по совершенно непонятным причинам, была оставлена грабителями. Ныне украшения находятся в музее Каира, в то время как остатки мумии остались без исследования и пропали.
Гробница фараона Джера примечательно ещё и тем, что в позднейшие времена её почитали как гробницу Осириса. Сюда, вплоть до греческих времён, совершались паломничества со всей страны.

## Гробница в Саккаре
Северная гробница, условно приписываемая Джеру в Саккаре, гораздо крупнее, чем абидосский монумент того же царя, и почти совпадает по размерам с северной гробницей Хора-Аха. Тем не менее, она гораздо тщательнее выполнена и выказывает черты дальнейшего развития архитектуры; особенно это касается усыпальницы и хранилищ, число которых достигает семи, причём высечены они уже на значительной глубине от земной поверхности. Вокруг гробницы не обнаружено ни вторичных захоронений, ни каменных заборов (обводных стен), но не исключено, что они были разрушены при строительстве более поздних гробниц. Общие размеры гробницы составляют 41,30 × 15,15 м. В ней найдено три ящика, заполненных медными изделиями: 121 нож, 7 пил, 32 шила, 262 иглы, 16 пробойников, 79 долот, 102 тесла, 15 мотыг и другие изделия.
Недавние раскопки в Саккаре привели к открытию большой гробницы, принадлежащей царице Хер-нейт, которую, судя по свидетельству письменного материала, найденного в гробнице, можно с высокой долей вероятности считать супругой Джера. Ещё одна гробница, сходная по оформлению и по пропорциям, была открыта в Саккаре, и если судить по печатям на сосудах, найденных внутри неё, можно предположить, что она тоже относится к периоду правления царя Джера.

## Атотис у Манефона
Видимо Джера, в своём труде Манефон называет Атотисом и говорит, что он является сыном и наследником Менеса. Атотис, по преданию, выстроил цитадель Мемфиса и написал сочинение об анатомии, так как он был врачом. Памятники, конечно же, ничего не говорят о враче по имени Джер, но есть косвенные, не лишённые значения указания о том, что медицина как наука была известна в глубокой древности и что ко времени древнейших династий относятся даже рукописи, трактующие об излечении известных болезней и указывающие на известные средства.
Так, существует рукопись, в которой говорится, что в то время, когда царствовал Тети, найдено было средство растить волосы на голове. Но ещё важнее свидетельство Большого папируса Берлинского музея, из которого явствует, что врачебное искусство как наука восходит к первой Тинисской династии. В рукописи содержится ряд средств для излечения «злой раны» (возможно, проказы) и других болезней.
Хотя в рукописи довольно детски-наивные понятия о внутреннем строении человеческого тела, тем не менее, рукопись говорит о важном значении многочисленных и многообразных «трубок», как называет она, по-видимому, не только дыхательные и пищеварительные пути, но и артерии и вены. Рукопись написана при Рамсесе II, но в одной части своей содержит целый отрывок, заимствованный, как говорит редактор рукописи, из сочинения, начертанного при пятом царе I династии Сепати.